# Stahnsdorf
Stahnsdorf – gmina w Niemczech, w kraju związkowym Brandenburgia, w powiecie Potsdam-Mittelmark.

## Geografia
Gmina Stahnsdorf położona jest między Poczdamem i Teltow.

## Dzielnice
W skład gminy wchodzą cztery dzielnice:
- Güterfelde
- Schenkenhorst
- Sputendorf
- Stahnsdorf